# Hauksbók
O Hauksbók (literalmente: Livro de Haukr) é um manuscrito medieval islandês do séc. XIV, em pergaminho, escrito por Haukr Erlendsson e seus assistentes islandeses e noruegueses.

Contém, entre outros, os textos do Landnámabók, da Saga de Érico, o Vermelho, da Saga dos Fóstbrœðra, da Saga de Hervarar, da Saga de Kristni e do poema édico Völuspá, além do Algorismus, o texto matemático mais antigo em qualquer língua nórdica.

O Hauksbók está depositado em parte (AM 544 e AM 675) na Coleção Arne Magnusson em Copenhaga e em parte (AM 371) no Instituto Árni Magnússon em Reiquiavique. 